# Paramytha
Paramytha (griechisch Παραμύθα) ist eine Gemeinde im Bezirk Limassol in der Republik Zypern. Bei der Volkszählung im Jahr 2021 hatte sie 710 Einwohner.

## Lage und Umgebung

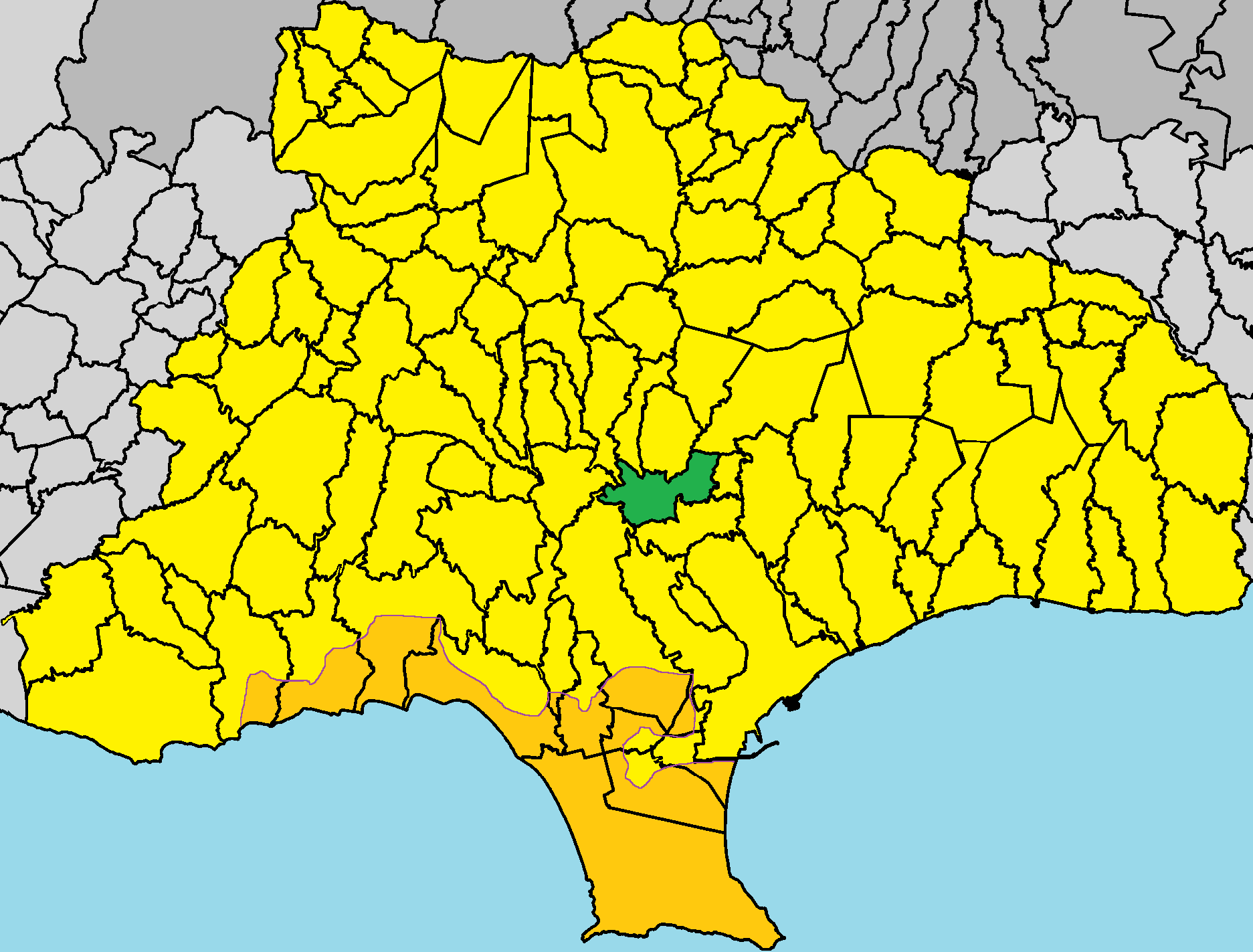
Lage im Bezirk Limassol

Paramytha liegt im Süden der Mittelmeerinsel Zypern auf einer Höhe von etwa 290 Metern, etwa 12 Kilometer nordwestlich von Limassol. Das 10,1752 Quadratkilometer große Dorf grenzt im Osten an Spitali, im Süden an Palodia, im Südwesten an Ypsonas, im Westen an Alassa, im Nordwesten an Limnatis, im Norden an Korfi und Apesia und im Nordosten an Apsiou. Das Dorf kann über die Straße E110 von Palodia und Gerasa sowie über die Straße Leoforos Makedonias von Spitali erreicht werden.

## Geschichte
Die Geschichte wird von Florio Boustronio und Louis de Mas Latrie als Eigentum des Johanniterordens im frühen 14. Jahrhundert erwähnt. Es besteht die Möglichkeit, dass Paramytha das von Leontios Machairas erwähnte Bonito ist.

### Bevölkerungsentwicklung
Laut den in Zypern durchgeführten Volkszählungen erlebte die Bevölkerung des Dorfes mehrere Höhen und Tiefen. In den letzten Volkszählungen zeigt sie einen deutlichen Anstieg. Die folgende Tabelle zeigt die Bevölkerung von Paramytha, wie sie in den in Zypern durchgeführten Volkszählungen erfasst wurde.
| Jahr      | 1881 | 1891 | 1901 | 1911 | 1921 | 1931 | 1946 | 1960 | 1976 | 1982 | 1992 | 2001 | 2011 | 2021 |
| Einwohner | 106  | 131  | 121  | 145  | 187  | 184  | 202  | 232  | 210  | 176  | 239  | 325  | 569  | 710  |